# Olney Town F.C.
Olney Town F.C. là câu lạc bộ bóng đá Anh tọa lạc ở Olney, Buckinghamshire. Hiện tại CLB đang chơi ở Division One thuộc United Counties League.

## Lịch sử
Đội bóng được thành lập năm 1903 và là thành viên sáng lập của North Bucks League năm 1911. Sau Thế chiến thứ I, họ gia nhập South East Northants League, nhưng lại trở lại North Bucks League vào những năm 1930, vô địch phân khu thứ 2 ở mùa giải 1932–33. Năm 1954 họ gia nhập lại South East Northants League, mà được đổi tên thành Rushden & District League, nhưng lại chuyển về North Bucks League ở những năm 60. Năm 1996 họ gia nhập United Counties League, nơi mà họ vẫn còn thi đấu cho đến nay.
Họ vô địch Division One mùa giải 1972–73 nhưng không được thăng hạng Premier Division chỉ cho đến khi họ kết thúc ở vị trí thứ 2 tại Division One hai năm sau đó. Họ trải qua 5 mùa giải ở Premier Division trước khi bị xuống chơi ở Division One từ năm 1980 cho đến ngày nay.
Trong suốt giai đoạn ở Premier Division, họ tham gia FA Cup 2 lần và đều dừng bước ở vòng sơ loại thứ 1 và 3 lần ở FA Vase, với thành tích tốt nhất là lọt vào vòng 3 mùa giải 1977–78 (top 64 đội mạnh nhất).

## Các danh hiệu
- United Counties League[1]
  - Vô địch Division One: 1972–73
  - Á quân Division One: 1974–75
- Rushden & District League
  - Vô địch Division One:1957–58, 1960–61
- North Bucks League
  - Vô địch Division One: 1961–62
  - Vô địch Division Two: 1932–33
- Berks and Bucks Intermediate Cup
  - Vô địch: 1993
- Daventry Charity Cup
  - Vô địch: 1978

## Các kỉ lục
- FA Cup[1]
  - Vòng sơ loại thứ 1: 1978–79, 1979–80
- FA Vase
  - Vòng 3: 1977–78